# Erysimum bicolor
Erysimum bicolor is een plant uit de kruisbloemenfamilie (Brassicaceae) die endemisch is voor Madeira en de Canarische Eilanden.

## Etymologie en naamgeving
- Synoniemen: Cheiranthus bicolor Hornem., Erysimum heritieri var. virescens Mend.-Heuer
- Duits: Zweifarbiger Schöterich

De botanische naam Erysimum is waarschijnlijk afkomstig van het Oudgriekse 'eryo' (ik red) en 'oime' (gezang), verwijzend naar het gebruik als geneesmiddel tegen heesheid. De soortaanduiding bicolor verwijst naar de tweekleurige bloemen.

## Kenmerken
Erysimum bicolor is een overblijvende, kruidachtige plant met een onderaan verhoutte stengel, die kan uitgroeien tot een 1,2 m hoge, groenblijvende dwergstruik. De groene of grijsgroene stengelbladeren zijn tot 2 cm breed en 9 cm lang, lijnlancetvormig, met verspreid getande bladrand. De bladeren zijn bezet met drie- tot vijftakkige sterharen.
De viertallige bloemen zijn aanvankelijk wit gekleurd, later paars. Ze zijn 7 mm groot, en staan in een korte bloemtros. De hauwen zijn tot 10 cm lang en onbehaard.
De bloeitijd is van januari tot juni.

## Habitat, verspreiding en voorkomen
Erysimum bicolor is een soort van zonnige tot licht schaduwrijke locaties op rotsachtige hellingen tot in het Laurisilva (laurierbos).
Hij is endemisch voor de eilanden van Macaronesië, (Madeira en de Canarische Eilanden) waar hij overal voorkomt met uitzondering van Lanzarote.
... · 
E. bicolor  ·  
E. cheiranthoides (Gewone steenraket)  ·  
E. cheiri (Muurbloem)  ·  
E. duriaei  ·  
E. franciscanum  ·  
E. hieracilifolium (Stijve steenraket)  ·  
E. repandum (Uitgespreide steenraket)  ·  
E. scoparium  ·  
E. teretifolium  ·  
E. wittmanni  ·  
...